# I skuggan av lagen
I skuggan av lagen (engelska: Shadow of the Law) är en amerikansk långfilm från 1930 i regi av Louis J. Gasnier, med William Powell, Marion Shilling, Natalie Moorhead och Regis Toomey i rollerna. Filmen bygger på pjäsen The Quarry av Max Marcin som bygger på en roman med samma namn av John A. Moroso.

## Handling
En ung kvinna kommer in i lägenheten där John Nelson (William Powell) bor. Hon är förföljd av en man och ber om hjälp. När mannen väl kommer in i lägenheten konfronterar Nelson honom. En olycka inträffar under konfrontationen och mannen faller genom ett fönster till sin död. Nelson blir dömd till livstid för brottet men lyckas fly med hjälp av sin cellkamrat. Han tar över driften av en textilfabrik i North Carolina under namnet Jim Montgomery. Efter ett tag har han förälskat sig i dottern till textilfabrikens ägare, den vackra Edith Wentworth (Marion Shilling). Han ger sin forna cellkamrat Pete (Paul Hurst) i uppdrag att hitta kvinnan som tog sig in i hans lägenhet den där natten, Ethel Barry (Natalie Moorhead), i hopp om att hon kan rentvå honom. Planerna går inte som han tänkt när Ethel överlämnar Pete till polisen och börjar utpressa honom. Men Nelson vägrar ge med sig och han lyckas till slut bevisa sin oskuld och få Ethel arresterad.

## Rollista
| William Powell   | – John Nelson (Jim Montgomery) |
| Marion Shilling  | – Edith Wentworth              |
| Natalie Moorhead | – Ethel Barry (Ethel George)   |
| Regis Toomey     | – Tom Owens                    |
| Paul Hurst       | – Pete Shore                   |
| George Irving    | – Colonel Wentworth            |
| Frederick Burt   | – Detective Lt. Mike Kearney   |
| James Durkin     | – Warden                       |
| Richard Tucker   | – Lew Durkin                   |
| Walter James     | – Captain of the Guards        |